# Liste der Ortsbezirke von Frankfurt am Main

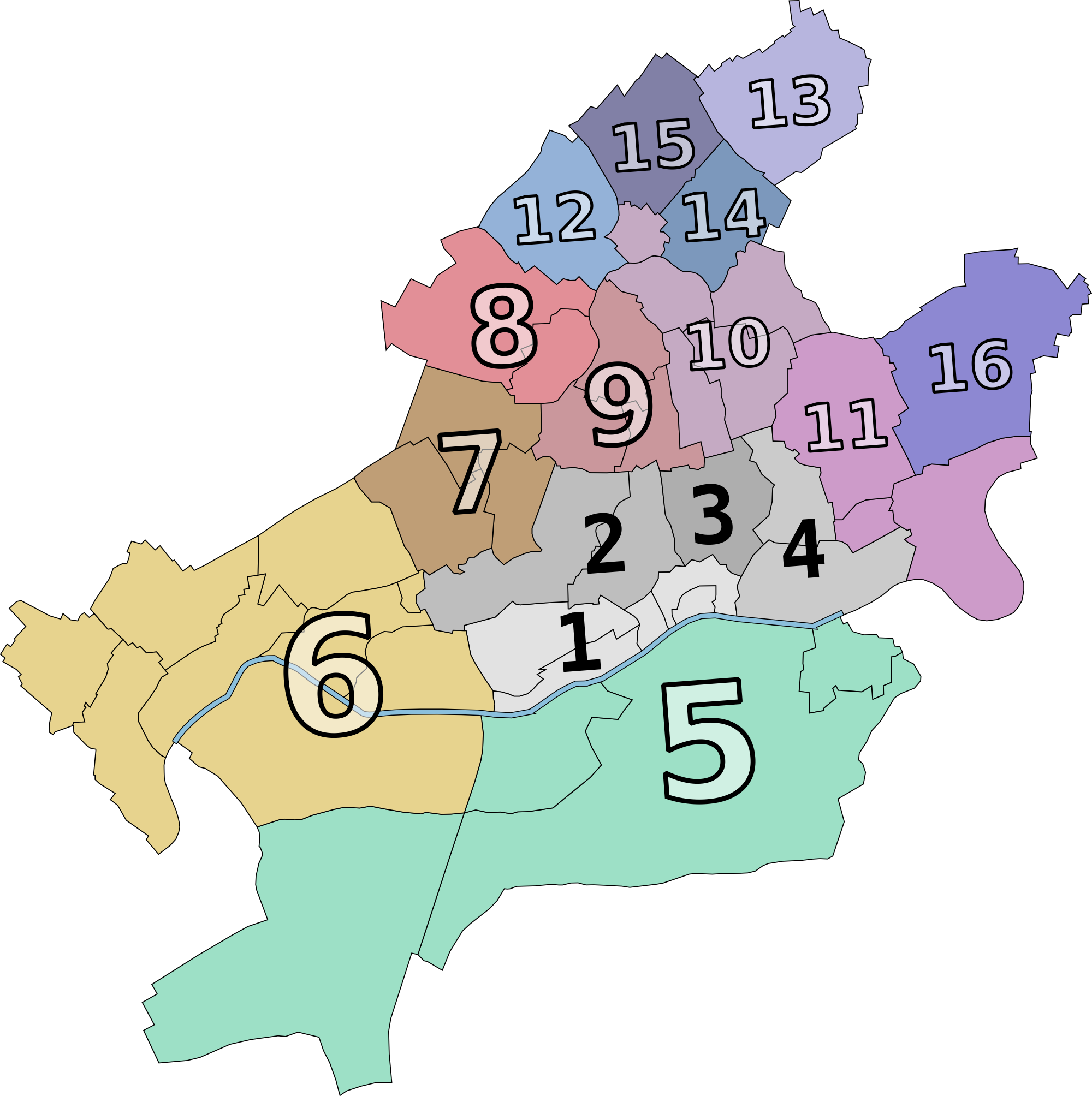
Ortsbezirke mit Nummerierung

Die Liste der Ortsbezirke von Frankfurt am Main enthält die Namen aller 16 Ortsbezirke der Stadt mit deren Einwohnerzahl, Fläche, Bevölkerungsdichte und dem Ortsvorsteher. Die Einwohnerzahlen beziehen sich auf den 30. Juni 2020 (Haupt- und Nebenwohnungen).
Ein Ortsbezirk stellt in Frankfurt die größte beziehungsweise oberste Gliederungseinheit des Stadtgebiets dar. Er besteht oft aus mehreren Stadtteilen. Es kann auch vorkommen, dass einzelne Stadtteile in mehreren Ortsbezirken liegen. Die Ortsbezirke haben vor allem politische Bedeutung, da sie über eigene Ortsparlamente, die so genannten Ortsbeiräte, und jeweils einen Ortsvorsteher verfügen. Die Einwohner Frankfurts identifizieren sich allerdings weniger durch ihre Zugehörigkeit zu einem Ortsbezirk, sondern eher über ihren Stadtteil, der die klassische Gliederungseinheit darstellt.
| Nr. | Name             | Stadtteile                                                                              | Einwohnerzahl | Fläche (km²) | Bevölkerungsdichte (Einwohner/km²) | Ortsvorsteher                |
| --- | ---------------- | --------------------------------------------------------------------------------------- | ------------- | ------------ | ---------------------------------- | ---------------------------- |
| 1   | Innenstadt I     | Gallus, Gutleutviertel, Bahnhofsviertel, Altstadt, Innenstadt                           | 63.171        | 8,848        | 7.140                              | Michael Weber (CDU)          |
| 2   | Innenstadt II    | Bockenheim, Westend-Süd, Westend-Nord                                                   | 71.684        | 12,160       | 5.895                              | Axel Kaufmann (CDU) (ww)     |
| 3   | Innenstadt III   | Nordend-West, Nordend-Ost                                                               | 54.046        | 4,632        | 11.668                             | Karin Guder (Grüne) (ww)     |
| 4   | Bornheim/Ostend  | Ostend, Bornheim                                                                        | 60.410        | 8,350        | 7.235                              | Herrmann Steib (Grüne)       |
| 5   | Süd              | Flughafen, Sachsenhausen-Süd, Sachsenhausen-Nord, Oberrad, Niederrad                    | 102.330       | 67,778       | 1.510                              | Christian Becker (CDU) (nw)  |
| 6   | West             | Schwanheim, Griesheim, Nied, Sossenheim, Höchst, Unterliederbach, Zeilsheim, Sindlingen | 135.627       | 49,552       | 2.737                              | Susanne Serke (CDU)          |
| 7   | Mitte-West       | Rödelheim, Praunheim, Hausen, STB 343                                                   | 43.419        | 11,059       | 3.926                              | Michaela Will (SPD)          |
| 8   | Nord-West        | Niederursel, Heddernheim, STB 426 (Praunheim-Nord)                                      | 33.779        | 9,936        | 3.400                              | Klaus Nattrodt (CDU) (ww)    |
| 9   | Mitte-Nord       | Eschersheim, Ginnheim, Dornbusch                                                        | 50.897        | 8,314        | 6.122                              | Friedrich Hesse (CDU)        |
| 10  | Nord-Ost         | Eckenheim, Preungesheim, Berkersheim, Frankfurter Berg, Bonames                         | 48.719        | 12,891       | 3.779                              | Robert Lange (CDU) (ww)      |
| 11  | Ost              | Seckbach, Riederwald, Fechenheim                                                        | 33.377        | 16,056       | 2.078                              | Werner Skrypalle (SPD) (nw)  |
| 12  | Kalbach/Riedberg | Kalbach-Riedberg                                                                        | 22.002        | 6,584        | 3.342                              | Carolin Friedrich (CDU)      |
| 13  | Nieder-Erlenbach | Nieder-Erlenbach                                                                        | 4.722         | 8,367        | 564                                | Yannick Schwander (CDU) (nw) |
| 14  | Harheim          | Harheim                                                                                 | 5.241         | 4,837        | 1.084                              | Frank Immel (CDU)            |
| 15  | Nieder-Eschbach  | Nieder-Eschbach                                                                         | 11.508        | 6,348        | 1.813                              | Ernst Peter Müller (CDU)     |
| 16  | Bergen-Enkheim   | Bergen-Enkheim                                                                          | 17.985        | 12,601       | 1.427                              | Renate Müller-Friese (CDU)   |

ww = Wiederwahl

nw = Neuwahl

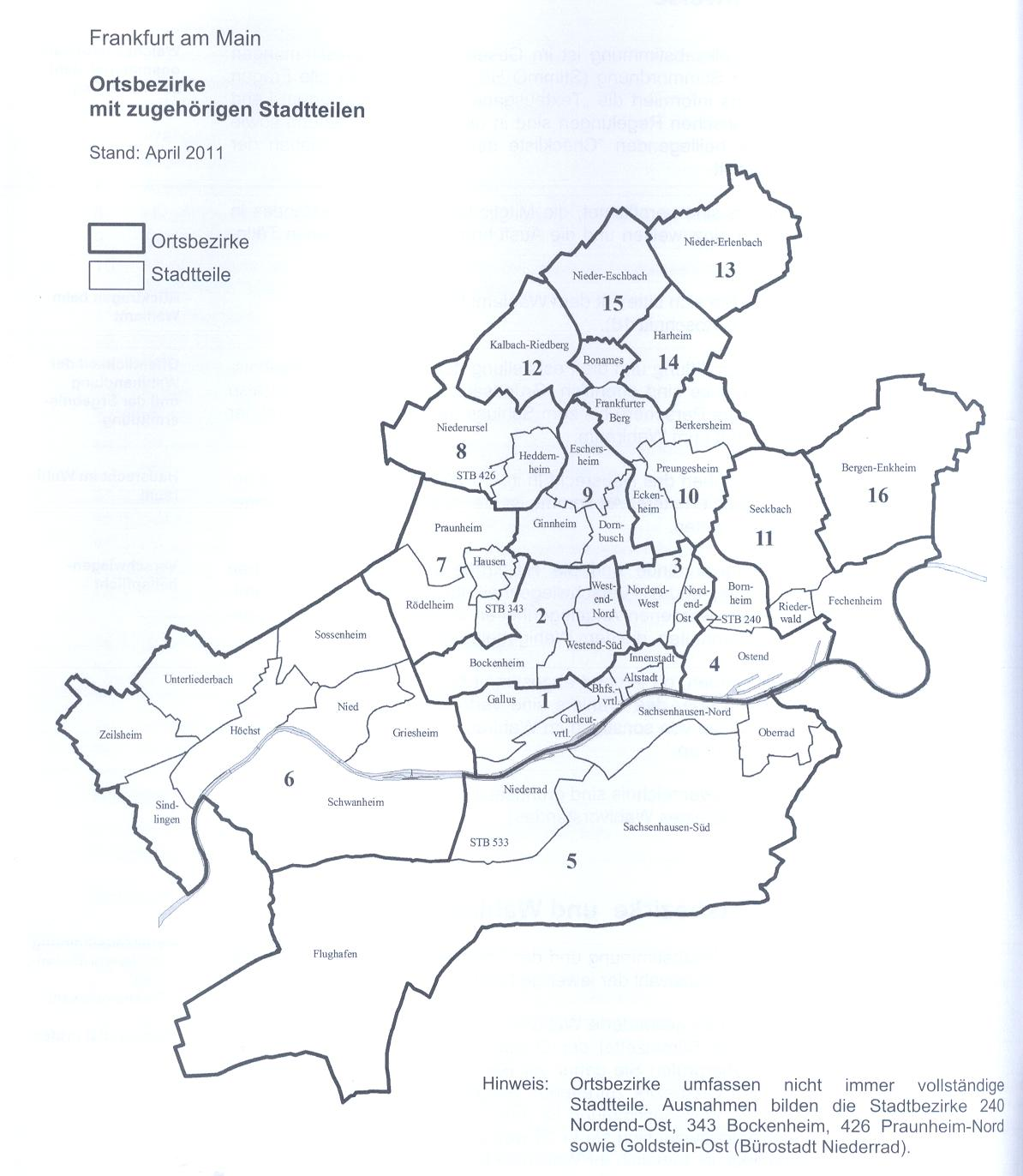
Wahlbezirke FFM Stand April 2011
- Wahlbezirke FFM Stand April 2018